# Nel Verschoor-van der Vlis
Neeltje (Nel) Verschoor-van der Vlis (Vlaardingen, 2 maart 1909 – Leiderdorp, 6 januari 1996) was een Nederlandse onderwijzeres en schrijfster van kinder- en jeugdliteratuur. Ze publiceerde onder haar getrouwde naam evenals onder haar meisjesnaam, Nel van der Vlis. Ze schreef bijna zestig kinderboeken. Eenmalig gebruikte ze het pseudoniem R. Dijkstra, voor het boek Onderwijzend personeel (1939).

## Biografie
Nel Verschoor-van der Vlis werd geboren in Vlaardingen als dochter van Dirk Adriaan van der Vlis, reder van beroep, en Klazina van Dorp. Na het behalen van haar onderwijzersakte werkte ze enkele jaren als gouvernante, alvorens een vaste aanstelling in het lager onderwijs te verkrijgen. Ook werkte ze mee aan het radioprogramma Het Kinderuurtje van de NCRV.
In 1939 trad zij in het huwelijk met dominee Arie Verschoor, een predikant binnen de Gereformeerde Kerk. Het echtpaar kreeg twee kinderen, van wie dochter Diet Verschoor eveneens schrijfster zou worden.

### Werk
Haar schrijverscarrière startte in 1931 met Fré's Meisjesjaren, bij uitgeverij J.H. Kok. Vanaf 1934 schreef ze ook voor G.F. Callenbach. Haar boeken werden in die tijd geïllustreerd door Jan Lutz, Rein Stuurman en Sierk Schröder. Haar boeken uit eind jaren veertig werden geïllustreerd door Rie Reinderhoff of W.G. van de Hulst jr., die uit de jaren vijftig door Hans Borrebach.
In de periode 1947/48 schreef ze een dagelijkse feuilleton in het Friesch Dagblad en het Zeeuwsch Dagblad, De jeugd van Jannigje Kolenbrander (58 delen). In de jaren vijftig schreef ze hoofdzakelijk voor kinderen en jongeren. Daarnaast verschenen enkele novellen voor volwassenen. Bekende titels uit die periode zijn onder meer Guus van Gouwe Gerrit (1950), Het boek van Inge Brands (1952), Kees van Dam naar Zeeland (1953) en Kees van Dam in de watersnood (1953), een verhaal over de Watersnoodramp van 1953.

### Overlijden
Nel Verschoor-van der Vlis overleed op 6 januari 1996 in Leiderdorp op 86-jarige leeftijd.
- Digitale Bibliotheek voor de Nederlandse Letteren: vers007
- International Standard Name Identifier: 0000 0003 8707 1276
- Nederlandse Thesaurus van Auteursnamen: 071634703
- Virtual International Authority File: 279914367